# Drame romantique
Le drame romantique est une forme littéraire appartenant au genre du théâtre, née au début du XIXe siècle dans le sillage du drame bourgeois du XVIIIe siècle et influencée par le développement des mélodrames. Racine et Shakespeare, l'œuvre de Stendhal (1823), et surtout la Préface de Cromwell (1827) de Victor Hugo, le théoricien de ce nouveau genre, en sont les textes fondateurs. Cette forme se caractérise par sa rupture avec les règles aristotéliciennes de la tragédie classique : il n'y a pas d'unité de temps et de lieu, même si une unité d'action est conservée.

## Théories du drame romantique

### Critique des entraves dramaturgiques

#### AuXIXesiècle
Le drame romantique est une forme littéraire, et non un genre, théorisée par Victor Hugo (chef de file du mouvement romantique) et influencé par le théâtre baroque de Shakespeare ainsi que par les romantiques allemands (Heinrich von Kleist, Friedrich von Schiller...). C'est un théâtre le plus souvent historique où se mêlent différents styles : le tragique, le pathétique, mais aussi le comique et le burlesque (ou encore héroïcomique). Cette nouvelle forme de théâtre, développée par des auteurs aussi variés que Victor Hugo, Alexandre Dumas, Alfred de Vigny ou Alfred de Musset, refuse de respecter les obligations et règles d'écriture du théâtre classique comme le maintien de la règle des trois unités (lieu, temps, action) ou celle de la bienséance, et l'intrigue se centre sur les sentiments des héros principaux.

### Une esthétique populaire
L'historien et futur homme politique François Guizot défend l'idée, dans sa Vie de Shakespeare (1821), que le théâtre est une fête populaire que le peuple ne saurait se donner lui-même et que l'artiste doit lui apporter. Pour lui comme pour ceux qu'en politique on appelle les libéraux, le théâtre doit être écrit pour toute la nation, dans une époque qui a connu de profonds bouleversements depuis la fin de l'ancien régime, et qui demeure passionnée par l'Histoire, comme en témoignent le succès des romans historiques (ainsi Ivanhoé, de Walter Scott) ou l'avènement de grands historiens (Augustin Thierry, François Guizot, Jules Michelet...). Cette popularisation du théâtre s'est produite notamment par le biais de théâtres parisiens non-subventionnés sur le fameux boulevard du Temple, rebaptisé boulevard du Crime en référence au thème de la plupart des pièces. Or on retrouvera dans le drame romantique certains éléments du mélodrame, comme les rebondissements multiples, la présence de personnages marqués comme le traître ou la jeune fille bafouée, et des ressorts dramatiques tels que le poignard ou le poison.
Victor Hugo a exposé les grandes lignes théoriques du drame romantique dans la préface de Cromwell (1827). Il y définit le drame romantique comme « une peinture totale de la nature ». S'y mêlent donc, selon son mot, « grotesque et sublime ». Selon Victor Hugo, aux trois âges du monde correspondent trois moments de la poésie : l'ode, l'épopée, le drame. Les temps primitifs sont lyriques, les temps antiques sont épiques, les temps modernes sont dramatiques. Le drame devient ainsi un point d'aboutissement, accueillant la totalité du réel : « le théâtre est un point d'optique. Tout ce qui existe dans ce monde, dans l'Histoire, dans l'homme, tout doit et peut s'y réfléchir, mais sous la baguette de l'art ». À esthétique nouvelle, dramaturgie nouvelle : la liberté de l'art s'accompagne d'une revendication de la totalité, du mélange des genres et des tons.

## De la Révolution àCromwell

### Une nouvelle vision de l'Histoire
Le drame romantique trouve son origine dans le drame du XVIIIe siècle , le drame bourgeois, illustré par Diderot, Mercier ou encore Beaumarchais, qui mettent en scène des événements du quotidien bourgeois. Avec la Révolution, le drame change de sens et devient historique ; l'Histoire ne concerne cependant pas que les puissants, comme dans la dramaturgie classique, mais aussi le peuple qui progressivement s'invite sur scène. C'est par exemple le cas dans le Ruy Blas de Victor Hugo, où un simple domestique devient premier ministre de la Reine d'Espagne.

### Le héros du drame romantique
C'est un marginal, par réaction à l'élévation des personnages prônée par Aristote dans sa Poétique. Prosper Mérimée, par ailleurs historiographe, écrit ainsi avec la Jacquerie (1828) un drame sous la forme d'un récit dialogué qui transporte le lecteur au milieu du XIVe siècle et propose une interprétation du soulèvement des paysans du Beauvaisis.
L'unité de lieu est alors mise à mal : la multiplicité des lieux est appelée par la visée totalisante, le désir d'exactitude. Cette liberté dans le choix des lieux et le nombre important de personnages rendent ces pièces difficiles à monter : Cromwell, qui met en scène 60 personnages dans une action de 6000 vers, est très peu jouée. Quant au Spectacle dans un fauteuil d'Alfred de Musset, il n'est tout simplement pas écrit pour la scène.
Le héros romantique est soumis à la vague individualiste européenne qui s'exprime notamment par les droits de l'homme et l'image de Napoléon. Il est marqué par le désenchantement, l'impression, comme l'exprime Musset dans Rolla, d'être « venu trop tard dans un monde trop vieux ». Le moi du personnage romantique est souvent clivé, marqué par la coexistence du grotesque et du sublime. Le grotesque est cette remise en cause de la virtus (le courage) du grand homme par le fait précisément de sa faiblesse humaine : c'est le cas d'Oliver Cromwell mais aussi de Lorenzaccio.
Aussi, son statut social s'oppose à ses aspirations et grandeur d'âme : par exemple, dans Ruy Blas, Ruy est un laquais, mais il est amoureux de la Reine d'Espagne: son statut social s'oppose à son aspiration. Aussi, le contraire est possible : dans Hernani, le roi Charles Quint est contraint de se cacher dans une armoire pour espionner Hernani et Doña Sol : pour l'époque, qu'un roi puisse accomplir cela est totalement invraisemblable. Il y a donc là une dualité dans le comportement du personnage, montrant sa dualité entre son âme et son corps, le sublime et le grotesque.

## La bataille d'Hernani
Lors des premières représentations d’Hernani, en 1830, s'engage une féroce bataille entre les partisans et les détracteurs de la pièce. Cette querelle devient vite celle du classicisme et du romantisme, des anciens et des modernes. Ainsi, il semble que les détracteurs du drame romantique allaient nombreux assister aux représentations d’Hernani dans le but de déranger son bon déroulement, des pugilats éclataient alors entre les adversaires et les partisans de Hugo. Les représentations pouvaient durer jusqu'à cinq heures tant les sifflets et les jets de projectiles perturbaient les acteurs.

## Postérité
Les plus grands auteurs sont Victor Hugo (Hernani en 1830, Lucrèce Borgia en 1833 ou surtout Ruy Blas en 1838), Alfred de Musset (Lorenzaccio, 1834), Alfred de Vigny (Chatterton, 1835).
Le drame romantique a donc eu une durée de vie plutôt courte, centrée sur la monarchie de Juillet : entre 1827 pour le Cromwell de Hugo et environ la fin des années 1840, après l'échec des Burgraves du même Hugo en 1843 (« le Waterloo du drame romantique »). On a ainsi parfois considéré le drame romantique comme « une révolution sans lendemain », mais ce n'est pas totalement exact : ce courant a contré le classicisme, qui était le genre dominant depuis le XVIIe siècle : le drame romantique a prouvé que le classicisme n'était pas la seule manière d'écrire du théâtre, ouvrant alors la porte à une plus grande liberté dramaturgique, et séparant mieux le théâtre, définitivement institué comme genre scénique, de la déclamation poétique.
En outre, le drame romantique a laissé dans le théâtre français un souvenir puissant. En conséquence, plusieurs auteurs largement postérieurs ont composé des drames post-romantiques, comme Edmond Rostand (avec le triomphal Cyrano de Bergerac en 1897) ou même jusqu'à Paul Claudel avec Le Soulier de Satin en 1929.
Au tournant des siècles, le drame symboliste de Villiers de L'Isle-Adam et de Maeterlinck est un exemple de descendant du drame romantique dans son individualisme, son subjectivisme et également sa nostalgie.